# Вальтер Гельд
Вальтер Гельд (нім. Walter Held), справжнє ім'я — Гайнц Епе (нім. Heinz Epe, 26 грудня 1910, Ремшайд, Німецька імперія — 28 жовтня 1942, СРСР) — німецький і норвезький троцькіст.

## Біографія
Народився у сім'ї дрібного підприємця, у 1928—1929 роках вивчав право та соціологію у Кельні, Берліні та Відні. Вступив до Комуністичної партії Німеччини, звідки у 1932 році його виключили як троцькіста, тоді він приєднався до Лівої опозиції КПГ, потім увійшов до керівництва цієї організації. Працював у Берліні помічником адвоката-комуніста Фелікса Галле.
Після приходу до влади нацистів у Німеччині у 1933 році емігрував до Праги. Там під псевдонімом Вальтер Гельд (Гельд — це дошлюбне прізвище матері Гайнца Епе) він став співредактором журналу троцькістів «Unser Wort». Восени 1933 року видання цього журналу перенесли до Парижа, і Вальтер Гельд перебрався спочатку туди, а потім до Амстердама. У червні 1934 року він переселився в Осло, де співпрацював з активістом Соціалістичної робочої партії Німеччини Віллі Брандтом, який жив там в еміграції. Разом з ним його обрали до секретаріату Міжнародного бюро революційних молодіжних організацій. У 1935 році Вальтер Гельд допоміг Леву Троцькому отримати політичний притулок у Норвегії. У Норвегії Гельд одружився з норвежкою Синнове Розендаль (Synnøve Rosendahl), у 1939 році у них народився син Івар Роланд (Ivar Roland).
У 1940 році у зв'язку з німецьким вторгненням до Норвегії Вальтер Гельд утік з сім'єю до нейтральної Швеції, де потім отримав у норвезькому посольстві норвезьке громадянство. На початку 1941 року він отримав візу у США та вирішив попрямувати туди через територію СРСР, а потім — морським шляхом (у зв'язку з війною іншої можливості дістатися до США у нього не було).
17 травня 1941 року він із сім'єю літаком прибув до Москви, а потім вирушив поїздом до Одеси. Але в поїзді його заарештували співробітники НКВС.

У вересні 1941 року з радянської в'язниці звільнили Генріха Ерліха, який відразу ж після цього написав листа до норвезького дипломатичного представництва у СРСР, яке тоді знаходилося у Куйбишеві про те, що він знаходився два тижні у в'язниці у Саратові в одній камері з Вальтером Гельдом. Після цього норвезькі дипломати вимагали пояснень у радянської влади, на що радянська влада вимагала повідомити їх, звідки норвежцям відомо про утримання Гельда у радянській в'язниці. Норвежці відмовилися це повідомити. У жовтні 1941 року у Швеції опублікували заяву, яку Гельд залишив там перед від'їздом, передбачаючи можливість арешту у СРСР. У ній говорилося:
…Я залишаю Стокгольм вранці 17 травня разом із дружиною та дитиною і вирушаю літаком до Москви. Ми збираємося провести вечір 17 травня (День незалежності Норвегії) у норвезькому посольстві у Москві. Ми, ймовірно, покинемо Москву того ж дня і поїдемо до Одеси нічним поїздом, що йде з Москви о 23.40. Ми маємо прибути до Одеси 19 травня о 16.29. Пароплав до Стамбула йде з Одеси ввечері 22 травня і прибуває до Стамбула 24 травня о 17.00. У мене є такі візи: радянська, турецька, сирійська, палестинська, індійська й американська. Переїзд організовано агентством Кука за сприяння норвезького посольства. Мене попросили виконувати обов'язки газети «Соціал-демократ» (Стокгольм) і надсилати їм репортажі про мою подорож, я маю прескарту цієї газети.

 Єдиною причиною мого проїзду через Радянський Союз є прагнення досягти Америки разом з моєю сім'єю. Я не говорю російською мовою і я не матиму контактів з будь-якими російськими громадянами, за винятком відповідних офіційних осіб. Якщо під час моєї подорожі я заарештований, то єдиною причиною цього буде політична помста. Хоча я публічно критикував панівний нині в Радянському Союзі режим, я вважаю себе другом цієї держави тією мірою, якою вона є спробою побудувати новий світ на раціональній основі. Тому я не маю більшого бажання, ніж те, щоб Радянський Союз пережив сьогоднішню світову кризу, і, на мою думку, попри все, що відбулося, обов'язком усіх робітників і всіх справжніх соціалістів є захист Радянського Союзу від усіх нападів імперіалістів. Судити режим Сталіна мають історія та російські робітники.

 Я заявляю, якщо я зроблю якусь заяву, яка суперечить вищезазначеній письмовій заяві, то вона буде вирвана у мене за допомогою фізичного чи психологічного катування, і я заздалегідь оголошую будь-яку таку заяву нікчемною.
На повторний запит норвезьких дипломатів 17 липня 1942 року НКІС СРСР відповів, що не може розшукати Гайнца Епе.
28 жовтня 1942 року Гайнца Епе розстріляли.
Лише у січні 1956 року радянська влада у відповідь на наполегливі вимоги норвезьких дипломатів повідомила про смерть Гайнца Епе, а також дати смерті його дружини (31 серпня 1942 року) та сина (4 вересня 1942 року). Обставини їхньої смерті невідомі.
У 1989 році Гайнца Епе (Гельда) реабілітували в СРСР.